# Kreatin
Kreatin oder Creatin (von altgriechisch κρέας kreas ‚Fleisch‘) ist ein Stoff, der in Wirbeltieren insbesondere bei Muskelzellen an der Versorgung mit Energie beteiligt ist. Kreatin wird in den Nieren, der Leber  und der Bauchspeicheldrüse gebildet aus den Aminosäuren Glycin, Arginin und Methionin. Erwachsene bilden täglich rund 2 Gramm, etwa 90 % des Kreatins finden sich in Skelettmuskeln. Abbauprodukt von Kreatin ist Kreatinin.
Kreatin wurde 1832 von Eugène Chevreul als Bestandteil der Fleischbrühe entdeckt. Der deutsche Chemiker Justus von Liebig entwickelte ein kreatinhaltiges Fleischextrakt.

## In der Nahrung und Aufnahme
Kreatin ist vor allem in Fleisch und Fisch in Mengen von etwa 2 bis 7 g pro kg Nahrung enthalten. Muttermilch und Kuhmilch weisen moderate Mengen an Kreatin auf, Obst und Gemüse lediglich Spuren davon. Bei Tieren kommt Kreatin vorrangig in der Skelettmuskulatur, der Herzmuskulatur und im Gehirn vor, in geringeren Mengen aber praktisch in allen Zellen des Körpers. Generell enthalten weiße, glycolytische Muskelfasern (Sprintmuskeln) mehr Kreatin als rote, oxidative Muskelfasern (Ausdauermuskeln). Wurstwaren weisen im Vergleich zu Frischfleisch einen verminderten Kreatingehalt auf. Während der Zubereitung und der Lagerung von Würsten kann ein signifikanter Anteil von Kreatin durch die Hitzeeinwirkung und die Lagerung in feuchtem Milieu in das Abbauprodukt Kreatinin umgewandelt werden. Z. B. gehen beim Pökeln und Trocknen eines Schinkens während der ersten zehn Monate (Rohschinken) rund 75 % des Kreatins verloren.
Die nicht-enzymatische, spontane Umwandlungsrate von Kreatin zu Kreatinin (chemische Gleichgewichtsreaktion), die besonders in Lösung stattfindet, ist stark abhängig vom pH-Wert, der Temperatur und der Zeit. Unter günstigen Umständen kann Kreatin in wässriger Lösung stunden- bis tagelang – aber nicht monatelang – stabil bleiben. Deshalb sind keine Getränke mit gelöstem Kreatin auf dem Markt.
Da Kreatin temperaturempfindlich ist, geht auch durch Braten von Fleisch bei hohen Temperaturen eine gewisse Menge Kreatin durch die beschriebene Umwandlung in Kreatinin verloren. Die höchsten Kreatinkonzentrationen in Nahrungsmitteln pro Gramm enthalten frischer Fisch oder getrockneter Stockfisch und Frischfleisch oder Trockenfleisch. (siehe auch Tabelle unten)
Auch beim Menschen wird Kreatin überwiegend in der Skelettmuskulatur gespeichert. Der Körper eines 75 kg schweren Erwachsenen enthält zwischen 120 und 150 g total Kreatin, d. h. von Phospho-Kreatin (PCr, energetisch geladene Form von Kreatin) plus Kreatin selbst. Im ruhenden Körper findet man Phospho-Kreatin und Kreatin (Cr) in einem Verhältnis von rund ⅔ PCr zu ⅓ Cr, vorwiegend in den Skelettmuskeln, im Herzmuskel und im Gehirn, aber in geringeren Mengen auch in anderen Organen und Zellen. In den schnellen, weißen und vorwiegend glykolytisch arbeitenden Muskelfasern z. B. findet man eine totale Kreatin-Konzentration von bis zu 50 mmol/l Muskel-Nassgewicht oder rund 125–145 mmol/kg Trocken-Muskelmasse
Synthetisches Kreatin wird – ebenso wie natürlich in der Nahrung enthaltenes – über den Darm in das Blut der Leberpfortader resorbiert und gelangt anschließend über den Blutkreislauf zu den verbrauchenden Organen und Geweben.
Nierenkranke und Dialysenpatienten weisen weniger Körper-Kreatin auf, da erkrankte Nieren weniger zur endogenen Kreatin-Synthese beitragen, chronisch-dialysierte Patienten durch Auswaschung körpereigenes Kreatin verlieren und Dialysepatienten alimentäre Unterversorgung von Kreatin aufweisen. Wallimann und Koautoren schlugen daher vor, diese Kreatin-depletierten Patienten mit Kreatin zu supplementieren.
| Kreatingehalte verschiedener Lebensmittel (Rohzustand) | Kreatingehalte verschiedener Lebensmittel (Rohzustand) |
| Lebensmittel                                           | Kreatingehalt g/kg                                     |
| ------------------------------------------------------ | ------------------------------------------------------ |
| Hering                                                 | 6,5–10,0                                               |
| Lachs                                                  | 4,5                                                    |
| Thunfisch                                              | 4,0 bzw. 2,7–6,5                                       |
| Kabeljau                                               | 3,0                                                    |
| Scholle                                                | 2,0                                                    |
| Schweinefleisch                                        | 5,0                                                    |
| Rindfleisch                                            | 4,5                                                    |
| Milch                                                  | 0,1                                                    |
| Preiselbeere                                           | 0,02                                                   |

## Biosynthese

Synthese Kreatins aus Guanidinoacetat, katalysiert von der Guanidinoacetat-N-Methyltransferase (GAMT)

Kreatin wird darüber hinaus auch im menschlichen Körper in Mengen von 1 bis 2 g pro Tag von der Leber, den Nieren und der Bauchspeicheldrüse gebildet. Etwa die Hälfte der täglich benötigten Menge an Kreatin von ca. 1,5 bis 2 g für Erwachsene wird, vorwiegend in der Leber, aus Guanidinoacetat hergestellt. Guanidinoacetat seinerseits wird aus den Aminosäuren Arginin und Glycin durch die L-Arginin:Glycin-Amidinotransferase (AGAT, EC 2.1.4.1) vorwiegend in Niere und Bauchspeicheldrüse synthetisiert. Für die Methylierung von Guanidinoacetat wird das Enzym Guanidinoacetat-N-Methyltransferase (GAMT, EC 2.1.1.2) sowie eine aktivierte Form der Aminosäure Methionin, das S-Adenosylmethionin (SAM), benötigt. Letztere Reaktion (siehe nebenstehendes Reaktionsschema) findet hauptsächlich in der Leber statt. Obwohl für die Synthese von Kreatin die Aminosäuren Arginin, Glycin und Methionin gebraucht werden, ist Kreatin selbst keine Aminosäure, sondern eine sogenannte Guanidinium-Verbindung mit einem zentralen Kohlenstoff, an den drei Stickstoffatome gebunden sind. Das so im Körper hergestellte Kreatin gelangt von der Leber ins Blut und von dort in die Zielorgane, z. B. Skelettmuskulatur, Herzmuskel, Gehirn, Nerven, Netzhaut des Auges etc.
Nieren benötigen für ihre normale Funktion selber Phospho-Kreatin und Kreatin und exprimieren entsprechend auch das Enzym Kreatinkinase. Zudem findet der erste der beiden endogenen Syntheseschritte für die Herstellung von körpereigenem Kreatin in den Nieren statt.

## Chemische Stabilität
Kreatin ist bei Raumtemperatur und trockener Lagerung über mehrere Jahre haltbar. Instabilitäten zeigen sich, wenn Kreatin in Wasser gelöst wird. Das Maß des Kreatinzerfalls in wässrigen Lösungen ist nicht abhängig von der Konzentration, sondern vom pH-Wert. Im Allgemeinen gilt: je niedriger der pH-Wert und je höher die Temperatur, desto schneller ist der Zerfall. Kreatin ist relativ stabil in Lösungen mit neutralem pH-Wert (6,5 bis 7,5). Eine Minderung des pH-Wertes resultiert in einer erhöhten Rate des Zerfalls. Bei einer Aufbewahrung bei Temperaturen von 25 Grad zerfällt Kreatin nach drei Tagen signifikant: 4 % bei einem pH-Wert von 5,5, 12 % bei einem pH-Wert von 4,5 und 21 % bei einem pH-Wert von 3,5. Kreatin zerfällt in wässrigen Lösungen während Lagerungen bei Raumtemperaturen innerhalb mehrerer Tage zu Kreatinin, während der Zerfall bei Kühlung vermindert wird. Wenn Kreatin nicht direkt konsumiert wird, nachdem es in Wasser oder anderen trinkbaren Lösungen aufgelöst wurde, sollte es also bei niedrigen Temperaturen gelagert werden, um dem Zerfall entgegenzuwirken. Der Zerfall von Kreatin kann zudem reduziert oder sogar aufgehalten werden, wenn der pH-Wert entweder unter 2,5 vermindert wird oder wenn der pH-Wert erhöht wird. Ein sehr hoher pH-Wert resultiert in der Deprotonierung der Carbonsäuregruppe zum Carboxylat, dessen Reaktivität gegenüber Nucleophilen im Vergleich zur Carbonsäuregruppe herabgesetzt ist. Dies führt dazu, dass der Zerfallsprozess verlangsamt wird, indem die intramolekulare Cyclisierung erschwert wird. Ein sehr niedriger pH-Wert (unter 2,5) führt zu einer Protonierung der Guanidin-Funktionalität des Kreatinmoleküls und somit zur Abnahme dessen Nucleophilie. Dies hat zur Konsequenz, dass die intramolekulare Cyclisierung zum Kreatinin vermieden wird. Diese Auswirkung findet zudem unter den sauren Bedingungen im Magen statt, weshalb der Zerfall zu Kreatinin aufgehalten wird. Die Umwandlung von Kreatin zu Kreatinin im Magen-Darm-Trakt ist deshalb minimal, unbeachtet von der Aufnahmezeit.

## Physiologische Bedeutung

### Funktionen und Wirkungen im menschlichen Körper

Strukturformel von Kreatinphosphat

Vor allem für die Muskelkontraktion, aber auch für Hirn- und Nervenfunktion wird Kreatin in Form von Kreatinphosphat (auch Phosphokreatin, PCr) benötigt. Kreatinphosphat stellt die Phosphorylgruppe zur Verfügung, die zur Rückwandlung des bei der Kontraktion entstandenen Adenosindiphosphat (ADP) in Adenosintriphosphat (ATP) genutzt wird. Um die Vorräte des Energieträgers ATP zu erneuern, verwenden die Muskeln vor allem in der ersten Minute der Aktivität hauptsächlich Phospho-Kreatin (synonym Kreatinphosphat). In ruhenden Zellen treten rund 60 % des Kreatins als Phosphokreatin (Energieträger) und 40 % als freies Kreatin (Energievorstufe) auf. Die Menge des im menschlichen Körper gespeicherten Kreatins beträgt bei einer erwachsenen Person 120 bis 150 g, rund 1,5–2 % des Totalkreatins wird pro Tag als Kreatinin über die Nieren mit dem Urin ausgeschieden.
Kreatin ist für die normale Entwicklung des menschlichen Körpers und eine optimale Funktion der Körperorgane (Muskeln, Gehirn, Nerven, Seh- und Hörvorgang sowie die Fortpflanzung) notwendig. Eine Supplementation mit Kreatin kann in Hinblick auf veränderte Lebens- (Stress, Hochleistung) und Ernährungsbedingungen sinnvoll und angezeigt sein.
Kreatin ist für die normale Entwicklung des Organismus, insbesondere des Gehirns während der Embryonalentwicklung und der frühkindlichen Phase, sowie für die normale physiologische Funktion der Muskeln und anderer Körperorgane notwendig. Versuchstiere, bei denen der Kreatingehalt in Muskeln und Gehirn durch Füttern eines Kreatinanalogons (β-Guanidinyl-Propionsäure, GPA) reduziert wurde, weisen deutliche pathologische Störungen in Muskel- und Hirnfunktionen auf. Zudem zeigen transgene Versuchstiere, die keine Kreatinkinase (CK) mehr exprimieren, schwerwiegende pathophysiologische Phänotypen, je nachdem welche der vier Kreatinkinase Isoformen in den Muskeln und/oder dem Gehirn fehlen.
Menschen mit dem Kreatin-Defizienz-Syndrom, mit Gendefekten entweder in den beiden Enzymen, die an der endogenen Kreatinsynthese beteiligt sind (AGAT und GAMT) oder im Kreatin-Transporter, dem Protein, das Kreatin in die Zielzellen transportiert, zeigen schwerwiegende neurologische und neuromuskuläre pathologische Störungen, z. B. schwach ausgebildete Muskulatur, Entwicklungsstörungen, Unfähigkeit das Sprechen zu lernen, Epilepsie, Autismus, geistige Behinderungen. Dies belegt, dass eine genügende Versorgung des Organismus mit Kreatin, zusammen mit dem Vorhandensein von Kreatinkinase, für die normale Entwicklung und Funktion der Körperorgane essentiell ist.

### Kreatinbedarf bei fleischarmer und -freier Ernährung
Vegetarier und ältere Personen, die kein oder wenig Fleisch essen, können geringe Mengen von Kreatin (maximal 20 % des bei Mischkost über die Nahrung aufgenommenen Kreatins ) mit Milchprodukten aufnehmen. Säuglinge, die mit auf Soja basierendem Milchersatz gefüttert werden, nehmen genauso wie Veganer kein Kreatin mit der Nahrung auf. Diese Personengruppen weisen im Blutplasma einen signifikant niedrigeren Kreatin-Gehalt als Omnivoren auf und synthetisieren ihren Kreatinbedarf selbst. Bei älteren Personen kann eine häufig geringe Aufnahme an essenziellen Aminosäuren und Vitamin B12, welche zur Kreatinsynthese benötigt werden, die Supplementation sinnvoll machen.

## Therapeutische Anwendung
In der Medizin wird Kreatin als Hilfstherapie bei der Behandlung von diversen Muskelkrankheiten wie z. B. der Muskeldystrophie zur Verbesserung des Muskelaufbaus und der Muskelkraft eingesetzt. Eine Anzahl von tierexperimentellen sowie klinischen Studien mit Patienten mit verschiedenen neuro-muskulären und neuro-degenerativen Erkrankungen wie z. B. Parkinson-Krankheit oder Chorea Huntington sowie der amyotrophen Lateralsklerose (ALS) haben das Potential von Kreatin als wertvoller Zusatztherapie aufgezeigt. Weitere klinische Studien mit größeren Patientenzahlen werden vor allem in den Vereinigten Staaten durchgeführt.

## Leistungssteigerung durch Kreatinsupplementierung
Die zusätzliche Zufuhr von Kreatin hat sich in einigen wenigen Sportarten als sinnvoll oder zumindest nicht als nachteilig erwiesen.
Eine Wirksamkeit der Kreatinsupplementierung ist sowohl für die Erhöhung der Kurzzeitleistung und Zunahme der Maximalkraft der Muskulatur, zum Beispiel im Gewichtheben oder beim Sprinten, als auch für eine Verringerung der Zellschäden in Ausdauersportarten wie Marathon beschrieben. Dadurch kann auch das Trainingsvolumen gesteigert werden. Im Gegensatz etwa zu Carnitin wird Kreatin von den Muskeln aufgenommen, und durch Phosphorylierung des so aufgenommenen Kreatins erhöht sich die Phospho-Kreatin(PCr)-Konzentration und somit auch das Verhältnis von PCr/ATP, was den zellulären Energiezustand der Muskeln verbessert. Eine 2006 verfasste Studie zeigte, dass Kreatin-Supplementation in Kombination mit Krafttraining die trainingsinduzierte Zunahme in der Anzahl von Satellitenzellen und Myonuclei in menschlichen Skelettmuskeln steigern kann, resultierend daraus ein erhöhtes Muskelfaserwachstum. Dieses Wachstum der glykolytischen, schnellen Typ-II-Fasern und der oxidativen, langsamen Typ-I-Fasern ist begleitet von einer Zunahme der Muskelkraft, die sowohl die Sprint- wie auch die Ausdauerfasern betrifft.
Die Europäische Behörde für Lebensmittelsicherheit (EFSA) hat in einer Erklärung in Bezug auf Kreatin sogenannte Health Claims benannt. Demzufolge führe Kreatin-Supplementation zur Steigerung von Muskelmasse und Muskelkraft sowie der Muskelleistung, insbesondere bei sehr intensiven und repetitiven Tätigkeiten. Dabei wird eine tägliche Aufnahme von 3 g Kreatin als Bedingung für die Verwendung zur Leistungssteigerung angegeben. In einem offiziellen Positionspapier der Internationalen Gesellschaft für Sport-Ernährung durch ein internationales Experten-Panel werden basierend auf einer Vielzahl von wissenschaftlichen Publikationen diese und weitere Vorteile einer Kreatin-Supplementation aufgeführt. Die Dauersupplementierung (Kreatineinnahme über einen längeren Zeitraum) gilt als unbedenklich. Nach einem Zeitraum von sechs Wochen nach Ende der Kreatinsupplementierung sinkt der muskuläre Gehalt wieder auf den Ausgangswert ab.

## Nebenwirkungen der Kreatinsupplementation
Vereinzelte Presseberichte, denen zufolge Kreatinsupplementation schädlich für die Nieren sei, so etwa im französischen Sportmagazin L’Équipe, basierten offensichtlich auf einem im Jahr 1998 veröffentlichten Fallbericht, dem zufolge bei einem an einer Erkrankung der Nierenfunktion leidenden 25 Jahre alten Mann Kreatinsupplementation die glomeruläre Filtrationsrate der Niere negativ beeinflusste. Mehrere große Studien konnten jedoch keinen negativen Einfluss einer Kreatinsupplementation auf klinische Parameter, insbesondere solche, die Leber und Nierenfunktion anbelangen, feststellen. Die Europäische Behörde für Lebensmittelsicherheit (EFSA) publizierte 2004 ein Gutachten, demzufolge eine tägliche Einnahme von 3 g Kreatin risikofrei ist, sofern das eingenommene Kreatin – vor allem in Hinblick auf Verunreinigungen mit Dicyandiamid-, Dihydro-1,3,5-triazin-Derivaten und Schwermetallen – von ausreichender Reinheit (mindestens 99,95 %) ist.
Kreatin kann in Einzelfällen und praktisch nur während der im Normalfall nicht notwendigen Hochdosisphasen (4 × 5 g Kreatin, also insgesamt 20 g Kreatin pro Tag während 7 bis 10 Tagen) zu Blähungen oder leichtem Durchfall führen. Gelegentlich reagieren Anwender mit Muskelkrämpfen. Wissenschaftliche Studien mit einer großen Anzahl von Sportlern zeigen jedoch, dass diese Nebenwirkungen größtenteils auf nicht-verifizierten Einzelbeobachtungen beruhen und dass Kreatin weder signifikante Blähungen noch Muskelkrämpfe verursacht noch zu Verletzungen führt. Während der Hochdosisphase kann es zudem zu einer Gewichtszunahme von 1 bis 3 kg kommen. Dies ist vor allem auf Wassereinlagerung zurückzuführen, weil mit dem Kreatin über den Kreatintransporter gleichzeitig Natrium- und Chlorid-Ionen in die Zelle gelangen, was dann zu einer Wasserretention führt. Allmählich normalisiert sich die infolge osmotischer Effekte erhöhte Wasseraufnahme in den Muskeln, und es findet im Verlauf der Kreatin-Supplementierung eine effektive Zunahme von Muskelmasse statt, was mit einer 10- bis 20-prozentigen Erhöhung der Muskelkraft einhergeht.
Eine 2008 veröffentlichte Vergleichsstudie der Universität München untersuchte Blut und Urin von 60 älteren Parkinson-Patienten über einen Zeitraum von zwei Jahren. 40 Patienten bekamen ein Kreatin-Supplement mit einer Tagesdosis von 4 g, die 20 anderen ein Placebo. Obwohl es in der Kreatingruppe zu einem Anstieg des Serumkreatins kam, blieben alle anderen Marker der tubulären oder glomerulären Nierenfunktion normal, was auf eine unveränderte Nierenfunktion hindeutet. Unerwünscht traten hauptsächlich Magen-Darm-Beschwerden auf.
Eine 2011 veröffentlichte Übersichtsarbeit von Kim et al. empfiehlt, dass Tagesdosen >3–5 g nicht von Personen mit bereits eingeschränkter Nierenfunktion oder dem Risiko dafür (gegeben zum Beispiel bei Diabetes mellitus, Bluthochdruck und reduzierter glomerulärer Filtrationsrate) konsumiert werden sollten.
In einem Artikel der Mayo Clinic aus dem Jahr 2013 wird auf mögliche Nebenwirkungen und ungünstige Wechselwirkungen (z. B. mit Coffein) hingewiesen und zudem auf den Ratschlag der amerikanischen Gesundheitsbehörde FDA verwiesen, vor Anwendung einen Arzt zu konsultieren.